# Pteroglossus inscriptus
Pteroglossus inscriptus là một loài chim trong họ Ramphastidae.